# 2006 ワールド・ベースボール・クラシック 南アフリカ共和国代表
2006 ワールド・ベースボール・クラシック 南アフリカ共和国代表（2006 - みなみアフリカきょうわこくだいひょう）は、2006年に開催された第1回ワールド・ベースボール・クラシックに出場した、野球の南アフリカ共和国代表チームである。

## 経緯
アフリカ大陸唯一の出場国としてチームの編成は現役プロ選手がAA級のマイナーリーガー一人と、元マイナーリーガーやオーストラリア、ドイツ、イギリスなどの海外でのプレー経験者やアメリカの大学でのプレー経験がある選手を中心に構成され、大半は冬に行われる30試合程度の国内のアマチュアリーグでプレーする選手となった。
初戦のカナダ戦であわや勝利という善戦をみせ3戦全敗となったものの予想以上の結果を残した。高校生が数人招集されるなど若手重視の編成になっている。監督は元アスレチックススカウトのリック・マグナンテ、投手コーチにはリー・スミスが就任した。

## 最終成績
第1ラウンド敗退（大会通算成績：0勝3敗）

### 第1ラウンド
POOL B で0勝3敗。最下位となり敗退。
- 3月7日：カナダ戦（スコッツデール・スタジアム / 3時間38分 / 5829人）

|                   | 1 | 2 | 3 | 4 | 5 | 6 | 7 | 8 | 9 | 計 | H  | E |
| カナダ（1勝）     | 0 | 0 | 0 | 0 | 3 | 0 | 4 | 0 | 4 | 11 | 12 | 2 |
| 南アフリカ（1敗） | 0 | 0 | 0 | 0 | 4 | 0 | 1 | 3 | 0 | 8  | 7  | 4 |
勝：クリス・リーツマ（1勝）　S：ジェシー・クレイン（1S）　敗：ジャレッド・エラリオ（1敗）
本塁打：[カナダ]　コーリー・コスキー1号（3ラン、タイロン・レモント）　
激しい点の取り合いのシーソーゲームとなったが、終盤に不安定な守備から投手陣が崩れ、金星はならなかった。
- 3月8日：メキシコ戦（スコッツデール・スタジアム / 3時間17分 / 7,925人）

|                   | 1 | 2 | 3 | 4 | 5 | 6 | 7 | 8 | 9 | 計 | H  | E |
| 南アフリカ（2敗） | 0 | 0 | 0 | 3 | 0 | 0 | 1 | 0 | 0 | 4  | 11 | 3 |
| メキシコ（1勝）   | 2 | 1 | 2 | 0 | 3 | 1 | 1 | 0 | X | 10 | 12 | 2 |
勝：フランシスコ・カンポス（1勝）　敗：ダリン・スミス（1敗）
本塁打：[メキシコ]　ホルヘ・カントゥ1号（ソロ、マシュー・ダンサー）
序盤から守備が崩れ大量失点を喫し2連敗
- 3月5日：アメリカ戦（スコッツデール・スタジアム / 1時間47分 / 11975人）

|                    | 1 | 2 | 3 | 4 | 5 | 計 | H  | E |
| アメリカ（3勝0敗） | 4 | 6 | 6 | 1 | 0 | 17 | 18 | 0 |
| 南アフリカ（3敗）  | 0 | 0 | 0 | 0 | 0 | 0  | 2  | 1 |
勝：ロジャー・クレメンス（1勝）　敗：カール・マイケルズ（1敗）
本塁打：[アメリカ]　デレク・リー2号（2ラン、カール・マイケルズ）　ケン・グリフィー・ジュニア1号（3ラン、カール・マイケルズ）　2号（3ラン、バリー・アーミテージ）
戦前の予想通り最短の5回コールド負け。アメリカがホームラン攻勢で力の差を見せ付けた。

## 出場メンバー
|        | 背番号 | 氏名                                           | 所属球団                       | 投 | 打 | 備考 |
| ------ | ------ | ---------------------------------------------- | ------------------------------ | -- | -- | ---- |
| 監督   |        | リック・マグナンテ Rick Magnante               |                                |    |    |      |
| コーチ |        | リー・スミス Lee Smith                         |                                |    |    |      |
| 投手   | 3      | ロバート・フェルシュフーレン Robert Verschuren | 国内リーグ                     | 右 | 右 |      |
| 投手   | 7      | シャノン・エカーマンズ Shannon Ekermans        | ノースダコタ州立大学           | 左 | 左 |      |
| 投手   | 10     | ジャレッド・エラリオ Jared Elario              | 国内リーグ                     | 右 | 右 |      |
| 投手   | 20     | カリン・ドレイヤー Kalin Dreyer                | ジョージア・ペリーメーター大学 | 右 | 右 |      |
| 投手   | 22     | ギャリー・マリー Gary Maree                    | 国内リーグ                     | 右 | 右 |      |
| 投手   | 25     | ダリン・スミス Darryn Smith                    | 国内リーグ                     | 右 | 右 |      |
| 投手   | 27     | カール・マイケルズ Carl Michaels               | 国内リーグ                     | 右 | 右 |      |
| 投手   | 28     | タイロン・ブラント Tyrone Brandt               | 国内リーグ                     | 右 | 右 |      |
| 投手   | 35     | バリー・アーミテージ Barry Armitage            | カンザスシティ・ロイヤルズ傘下 | 右 | 右 |      |
| 投手   | 37     | マシュー・ダンサー Matthew Dancer              | 国内リーグ                     | 右 | 右 |      |
| 投手   | 44     | タイロン・レモント Tyrone Lamont               | 国内リーグ                     | 右 | 右 |      |
| 投手   | 45     | レスター・フォーチュン Lester Fortiun          | 国内リーグ                     | 右 | 右 |      |
| 投手   | 76     | ガビン・ジェフリーズ Gavin Jefferies           | 国内リーグ                     | 左 | 左 |      |
| 捕手   | 9      | ワレン・ハーマン Warren Herman                 | 国内リーグ                     | 右 | 右 |      |
| 捕手   | 15     | ブラッドリー・エラスマス Bradley Erasmus       | 国内リーグ                     | 右 | 右 |      |
| 捕手   | 18     | カイル・ボタ Kyle Botha                        | 国内リーグ                     | 右 | 右 |      |
| 捕手   | 31     | ウィレム・ケンプ Willem Kemp                   | 国内リーグ                     | 右 | 右 |      |
| 内野手 | 2      | ジョナサン・フィリップス Jonathan Phillips     | 国内リーグ                     | 右 | 右 |      |
| 内野手 | 6      | ダイラン・ヘイネス Dylan Haynes                | 国内リーグ                     | 右 | 右 |      |
| 内野手 | 11     | ザイド・ヘンドリックス Zaid Hendricks          | 国内リーグ                     | 右 | 右 |      |
| 内野手 | 12     | ポール・ベル Paul Bell                         | 国内リーグ                     | 右 | 右 |      |
| 内野手 | 14     | パトリック・ノーデ Patrick Naude               | 国内リーグ                     | 右 | 右 |      |
| 内野手 | 23     | ブレッド・ウィレンバーグ Brett Willemburg      | 国内リーグ                     | 右 | 両 |      |
| 内野手 | 29     | ニコラス・デンプシー Nicholas Dempsey          | 国内リーグ                     | 右 | 右 |      |
| 外野手 | 24     | ガビン・レイ Gavin Ray                         | 国内リーグ                     | 左 | 左 |      |
| 外野手 | 26     | デュアン・フェルドマン Duane Feldtman          | 国内リーグ                     | 右 | 右 |      |
| 外野手 | 33     | ジェイソン・クック Jason Cook                  | 国内リーグ                     | 右 | 右 |      |
| 外野手 | 36     | リカルド・シルジャー Ricardo Siljeur           | 国内リーグ                     | 右 | 右 |      |
| 外野手 | 38     | アシュリー・スコット Ashley Scott              | 国内リーグ                     | 右 | 右 |      |
| 外野手 | 41     | イアン・ブッチャー Ian Butcher                 | 国内リーグ                     | 右 | 右 |      |